# Perros (canción)
«Perros» es una canción de la cantante mexicana  Paulina Rubio, incluida en su séptimo álbum de estudio Pau-Latina. Escrita por Jorge Villamizar y Xandra Uribe, y producida por Sergio George, la canción fue estrenada como sencillo promocional en junio de 2004. 
Aunque en su momento generó críticas negativas de los periodistas, en retrospectiva ha sido alabada por presentar un punto de vista feminista y satírico. Además, la cantante destacó por ser una de las primeras artistas pop en experimentar con el género de reguetón.
Para promocionar el tema, Rubio la interpretó en diferentes programas de televisión como Big Brother VIP, donde filmó un «video reality» en el que aparece bailando e interactuando con los perros de la casa.

## Posicionamiento en listas
| Listas (2004)           | Mejor posición |
| ----------------------- | -------------- |
| Paraguay (Radio Latina) | 14             |